# Gaetana Tolomeo
 (avril 2019).
Si vous disposez d'ouvrages ou d'articles de référence ou si vous connaissez des sites web de qualité traitant du thème abordé ici, merci de compléter l'article en donnant les références utiles à sa vérifiabilité et en les liant à la section « Notes et références ».
Gaetana Tolomeo, surnommée Nuccia, née en 1936 et morte en 1997, était une vierge catholique italienne. Handicapée pendant 60 ans, elle offrit ses souffrances à Dieu pour le salut des âmes. Elle est vénérée comme bienheureuse par l'Église catholique, et fêtée le 24 janvier.

## Biographie

### Enfance
Gaetana Tolomeo, surnommée Nuccia, est née le 10 avril 1936, Vendredi saint. Son père Salvatore Tolomeo, gère une entreprise de transports, et assure une certaine stabilité financière à sa famille. Sa mère Carmela Palermo, est femme au foyer, et inculque à ses enfants la foi chrétienne. Dans les premières années de Nuccia, sa famille et les médecins constatent une paralysie progressive et déformante. On tente en vain de la soigner chez une tante à Coni, et ce malgré la Seconde Guerre mondiale qui secoue le pays. A 9 ans, elle fait sa première communion, et deux ans plus tard sa confirmation.
Lors de son retour chez elle, son père n'accepte pas la condition physique de sa seule fille. Il s'emporte, blasphème et devient violent. Nuccia arrête sa scolarité à 13 ans, et doit rester chez elle. La jeune fille souffre de son isolement, accentuée par le fait qu'elle était amoureuse. Elle est toutefois soutenue par sa mère, ses cousines, des religieuses et des prêtres de Catanzaro.

### L'offrande de sa vie
Nuccia Tolomeo connaît des moments d'angoisse et même de désespoir par rapport à son état qui se dégrade. Mais rapidement, elle perçoit que ses souffrances sont un moyen pour elle de participer à la Passion du Christ. Chaque jour elle reçoit l'eucharistie, récite le rosaire et le chemin de croix. Elle ne quitte jamais son chapelet, pour être dans une perpétuelle prière.
A l'âge de 15 ans, Nuccia Tolomeo fait un pèlerinage à Lourdes pour demander sa guérison à la Sainte Vierge. Toutefois, au passage du Saint-Sacrement au milieu des malades, elle ne demanda pas sa guérison, mais s'offrit en victime à Dieu pour la conversion des pécheurs. Elle repartit de Lourdes non pas guérie physiquement, mais heureuse d'avoir trouvé sa mission.

### Sa mission
Jusqu'à sa mort Nuccia Tolomeo prie et offre ses souffrances et son état pour la conversion des pécheurs. Elle porte en particulier les prisonniers, les prostituées, les drogués, les jeunes en difficultés. Animée d'un grand amour pour l'Église, elle offre aussi ses souffrances pour le pape et pour les prêtres. Au fil des années, de nombreux prêtres en crise lui écrivent pour se confier à elle. Nuccia Tolomeo passait aussi de nombreux entretiens téléphoniques avec des personnes en difficultés, qui demandait ses conseils et ses prières.
Nuccia Tolomeo reçut près de son lit des pauvres, des marginaux mais aussi des personnalités, telles que Marian de Turin ou encore Natuzza Evolo, avec qui elle eut une réelle amitié spirituelle. En 1989, c'est l'archevêque de Catanzaro Antonio Cantisani, qui la visita.
À partir de 1994, elle intervient sur le programme "Il Fratello" de Radio Maria, une chaîne catholique, où elle transmet des messages spirituels et de consolation pour les "blessés de la vie". Nuccia Tolomeo meurt le 24 janvier 1997, après plus de 60 ans d'immobilité. Dès l'annonce de sa mort, plusieurs dizaines de personnes sont venus témoigner à la famille de Nuccia les grâces de consolation qu'ils disent avoir reçu de leurs visites à son chevet.

## Vénération

### Béatification

#### Enquête sur les vertus
La cause pour la béatification et la canonisation de Gaetana Tolomeo débute le 31 juillet 2009 à Catanzaro. L'enquête diocésaine se clôture le 24 janvier 2010, puis est envoyée à Rome pour être étudiée par la Congrégation pour les causes des saints.
À la suite de l'avis favorable des différentes commissions, le pape François procède à la reconnaissance des vertus héroïques de Gaetana Tolomeo le 6 avril 2019, lui attribuant ainsi le titre de vénérable.

#### Reconnaissance d'un miracle
Il s'agit d'une guérison survenue en 2014. Une femme enceinte, habitant Catanzaro, découvre au cours d'une échographie que l'embryon est bloqué dans le canal cervical de l'utérus. Elle refuse à plusieurs reprises d'avorter, et invoque Nuccia. Une échographie suivante montre l'embryon dans un état normal, sans l'aide d'une intervention humaine. L'enfant est né en bonne santé.
Le 30 septembre 2020, le pape François reconnaît comme authentique cette guérison miraculeuse attribuée à Gaetana Tolomeo, et signe le décret de sa béatification.
Elle est solennellement proclamée bienheureuse le 3 octobre 2021 dans la Basilique de l'Immaculée Conception de  Catanzaro, au cours d'une Messe présidée par le cardinal Marcello Semeraro. Avec elle, Mariantonia Samà, vierge et mystique, est elle aussi élevée à la gloire des autels.

### Culte
La bienheureuse Nuccia Tolomeo est fêtée le 24 janvier, jour de sa "naissance au Ciel".
Le 17 septembre 2010 a lieu la reconnaissance canonique du corps de Gaetana Tolomeo. Exhumée du cimetière municipal, sa dépouille est transférée dans l'église del Monte dei Morti e della Misericordia à Catanzaro, en présence du clergé local et de nombreux fidèles.